# 머티리얼 익스체인지 포맷
머티리얼 익스체인지 포맷(영어: Material Exchange Format)은 전문가용 디지털 비디오, 오디오 미디어를 위한 컨테이너 파일 포맷이다.

## 같이 보기
- 브로드캐스트 웨이브 포맷